# Final Fantasy Crystal Chronicles (herní série)
Final Fantasy Crystal Chronicles (ファイナルファンタジー クリスタルクロニクル) je série z herního světa Final Fantasy vyvíjená pro konzole firmy Nintendo. Sérii zahajuje hra s názvem Final Fantasy Crystal Chronicles, která byla v Japonsku poprvé v prodeji v roce 2003.

## Hry v sérii
První hra série — Final Fantasy Crystal Chronicles — se po vydání, v roce 2003, stala první Final Fantasy hrou pro Nintendo konzole od roku 1994 (v tomto roce vyšla Final Fantasy VI pro Nintendo SNES, pak Square Enix přešel s vývojem na PlayStation). Mimo Final Fantasy svět se jedná o první hru firmy Square Enix pro Nintendo od roku 1996 (poslední hra byla Super Mario RPG).
V roce 2007 vyšla hra Ring of Fates, která pokračuje v sérii. Příběh však předchází ději v Crystal Chronicles o několik tisíc let a děj sleduje dvojčata Yuriho a Chelinku.
O rok později vyšla hra My Life as a King, která je dostupná pouze přes online obchod WiiWare na konzoli Wii. Děj přímo navazuje na první titul série.
Na začátku roku 2009 uvedl Square Enix další pokračování s názvem Echoes of Time, které navazuje na Ring of Fates. Děj nesleduje Yuriho a Chelinku, ale dívku jménem Sherlotta.
My Life as a Darklord vyšel v červenci 2009 a opět pouze na WiiWare. Název odkazuje na předchozí titul My Life as a King, na který také navazuje dějem.
Zatím poslední oznámený titul The Crystal Bearers má vyjít na konci roku 2009 a bude dostupná pro Nintendo Wii. Děj je zasazen tisíce let za prvním dílem série, ve světě, kde magie téměř vymizela a místo mečů se používají pušky.

### Podle data vydání
- Final Fantasy Crystal Chronicles
- Final Fantasy Crystal Chronicles: Ring of Fates
- Final Fantasy Crystal Chronicles: My Life as a King
- Final Fantasy Crystal Chronicles: Echoes of Time
- Final Fantasy Crystal Chronicles: My Life as a Darklord
- Final Fantasy Crystal Chronicles: The Crystal Bearers

### Chronologicky podle příběhu
- Final Fantasy Crystal Chronicles: Ring of Fates
- Final Fantasy Crystal Chronicles
- Final Fantasy Crystal Chronicles: My Life as a King
- Final Fantasy Crystal Chronicles: My Life as a Darklord
- Final Fantasy Crystal Chronicles: The Crystal Bearers

Není jasné, do které doby zařadit Echoes of Time. Jelikož není v příběhu zmiňována válka magie a technologie a ve hře se ještě objevuje druh Yuke, je možné, že hra patří před The Crystal Bearers.

## Svět
Děje v jednotlivých titulech se odehrávají ve světě, obývaném čtyřmi rasami. Ačkoliv není svět ani v jednom titulu pojmenován, jednotlivé hry sdílí stejnou historii a obyvatele.
Ring of Fates, dějově první hra s sérii, uvádí hráče do prosperujícího světa, kde všechny rasy žijí v míru a Velký krystal (Great Crystal) ochraňuje lidi před nebezpečným vlivem rudého měsíce (blood-red moon). Hlavní město, Rebena Te Ra, je obývána králem, který vládne spravedlivě, a proto se tato doba nazývá Zlatá éra (Golden Age).
O tisíc let později dopadne na svět meteorit, který rozbije Velký krystal na tisíce kousků. Do této doby je zasazen Crystal Chronicles. Celý svět je pokryt nebezpečným, jedovatým plynem, známým jako miasma. Zatímco monstra a nebezpečná zvířata jsou vůči tomuto jedu imunní, vesnice a města se musí bránit pomocí úlomků Velkého krystalu. Tyto generují ochranou bariéru, přes kterou miasma nemůže proniknout. Moc úlomků však časem slábne, a proto se musí obnovovat pomocí tekutiny známé jako myrrh, která se získává ze stromů. Vzhledem k tomu, že Rebena Te Ra byla nejvíce zasažena meteorem, je téměř neobydlená lidmi.
My Life as a King navazuje na předchozí titul. Svět je již očištěn od miasmy a lidé začínají budovat nové, prosperující království.
Zatím poslední titul, Crystal Bearers, má údajně představit svět po válce dvou ras — Yuke a Liltie. Magii ovládající rasa Yuke je téměř vyhubena a alchymisté Liltie jsou vládnoucí rasa. Magie je proto ilegální a nahradila ji technologie.

## Vznik
Série byla vytvořena herním vývojářem Akitoshi Kawazu, který mimo jiné stojí i za příběhem hry Final Fantasy Legend, podílel se na tvorbě Final Fantasy I a dalších.